# Cimetières de Mehringdamm
Les cimetières de Mehringdamm (Friedhöfe am Mehringdamm) ou les cimetières de la porte de Halle (Friedhöfe vor dem Halleschen Tor) sont des cimetières berlinois de quatre paroisses évangéliques s'étendant à Berlin-Kreuzberg entre les rues Mehringdamm et Zossener Straße, Blücherstraße et Barutherstraße, au sud du landwehrkanal et de la porte de Halle.

## Les six cimetières

Plan des cimetières.

Au début du XVIIIe siècle, la population berlinoise est en pleine expansion : de 55 000 habitants en 1709, elle passe à 72 000 en 1730 et 107 000 en 1747. Les cimetières paroissiaux, attenants aux églises de la ville, ne suffisent plus à accueillir les défunts. En 1717, le Roi Frédéric-Guillaume Ier de Prusse ordonne que les nouveaux cimetières soient désormais établis hors de la ville. Entre 1734 et 1737, il fait construire une enceinte autour de Berlin, le mur de douane et d'accise. Auprès d'une des portes sud de l'enceinte, la porte sur la route de Halle, on établit le premier cimetière extra-muros de Berlin, divisé en plusieurs parties correspondant aux églises paroissiales intra-muros.
- Les cimetières I, II et III de Jérusalem et de la Nouvelle Église (Friedhöfe Jerusalem und Neue Kirche I, II, III) sont rattachés aux paroisses de l'église de Jérusalem et de la Nouvelle Église. Ils forment la plus grande partie de la zone funéraire. Le cimetière I fondé en 1735 se situe au nord-est sur une superficie de 10 457 m²[5], le cimetière II fondé dans les années 1750 au sud-est sur une superficie de 7 034 m²[5] et le cimetière III fondé en 1821 sur toute la partie ouest donnant sur Mehringdamm, sur une superficie de 28 719 m²[5].
- Le cimetière I de la Trinité (Dreifaltigkeits-Kirchhof I), fondé en 1739, est rattaché à la paroisse de l'église de la Trinité, détruite en 1947. Il est situé au centre du secteur, du nord au sud. Sa superficie est de 8 084 m²[5].
- Le cimetière de Bohême, (Böhmischer Gottesacker) ou cimetière de Bethléem (Bethlehemskirchhof), fondé en 1737, est rattaché à la paroisse de l'église de Bethléem, détruite en 1943. Il est situé au centre-nord de la zone funéraire, à l'ouest du cimetière I de l'église de Jérusalem. Il s'étend 4 925 m²[5]. Il avait la particularité d'être simultané c'est-à-dire réservé à la fois aux luthériens (évangéliques) et aux calvinistes (réformés).
- Le cimetière des frères moraves de Berlin (Friedhof der Brüdergemeine Berlin) est rattaché à la maison paroissiale des Frères moraves de Berlin. Il recouvre un petit espace au centre-nord de la zone funéraire. L'ajout au cimetière date seulement de 1826, donc environ cent ans après le reste du cimetière.

Pendant l'édification de la bibliothèque commémorative américaine sur la Blücherplatz dans les années 1950, l'entrée nord du cimetière située en face est fermée. Les entrées sont désormais situées à l'ouest au n° 21 de Mehringdamm et à l'est au n° 1 de la Zossener Straße.

## Tombes de personnalités

### Cimetière de Jérusalem et de la Nouvelle Église (division I)
- Arthur Auwers (1828-1915), astronome
- Karl Friedrich Becker (1777-1806), écrivain, pédagogue
- Carl Friedrich Christian Fasch (1736-1800), compositeur, musicien, fondateur de l'académie de chant de Berlin
- Hans Goldschmidt (1861-1923), chimiste
- Oskar Huth (1918-1991), facteur de pianos, copiste, faussaire et résistant au nazisme
- Friedrich Wilhelm Jähns (1809-1888), musicologue, professeur de chant, compositeur
- Georg Wenzeslaus von Knobelsdorff (1699-1753), architecte, peintre, paysagiste
- Franz von Mendelssohn fils (1865-1935), banquier, juriste
- August Neander (1789-1850), théologien, historien
- Peter Simon Pallas (1741-1811), naturaliste, médecin
- Antoine Pesne (1683-1757), peintre à la Cour de Prusse
- Siegfried Schürenberg (1900-1993), acteur, doubleur
- Paul Taglioni (1808-1884), danseur, maître de ballet
- Wilhelm Taubert (1811-1891), compositeur, chef d'orchestre
- Carl Westphal (1833-1890), neurologue, neuroanatomiste, psychiatre

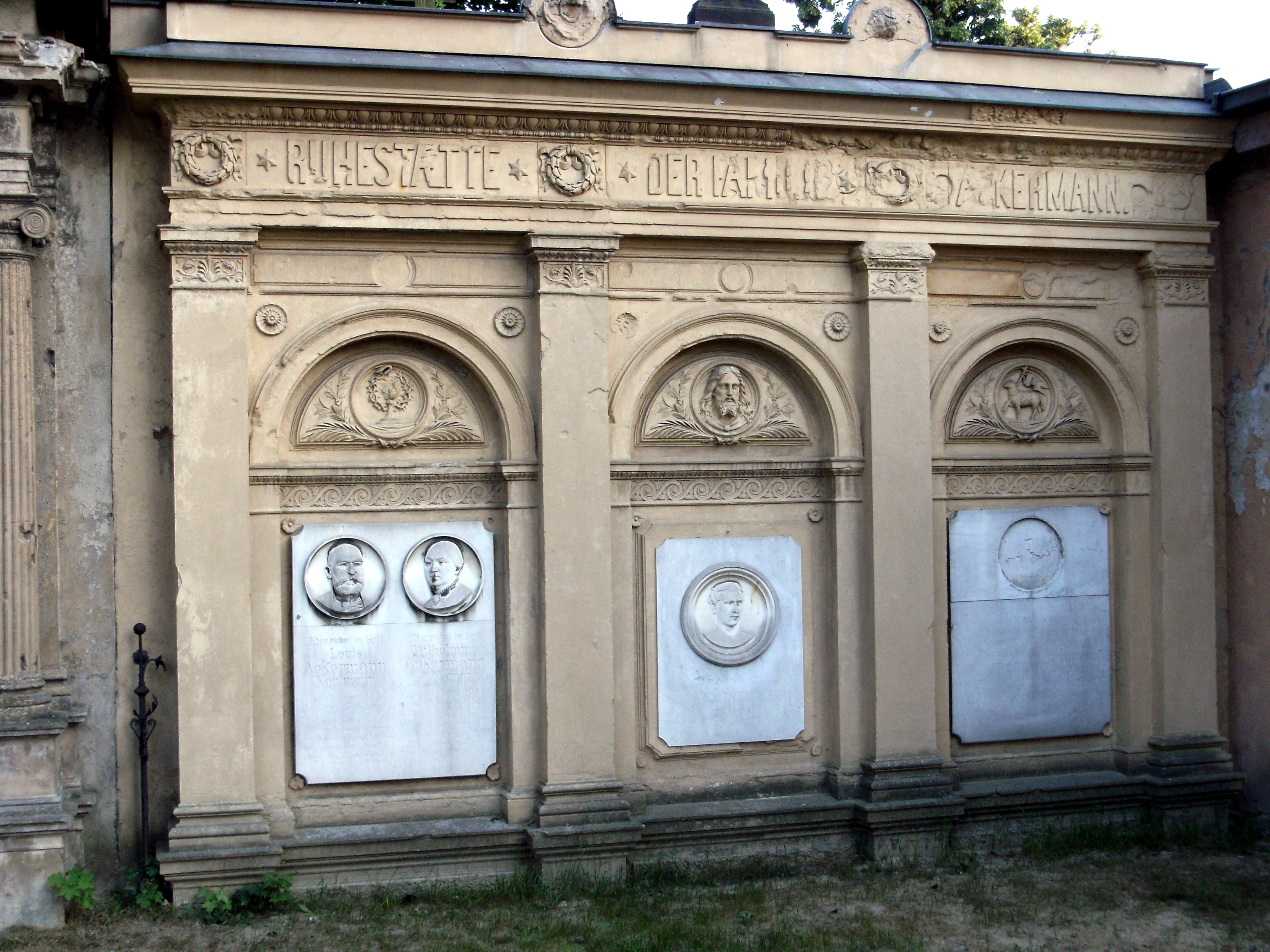
Sépulture de la famille Ackermann.
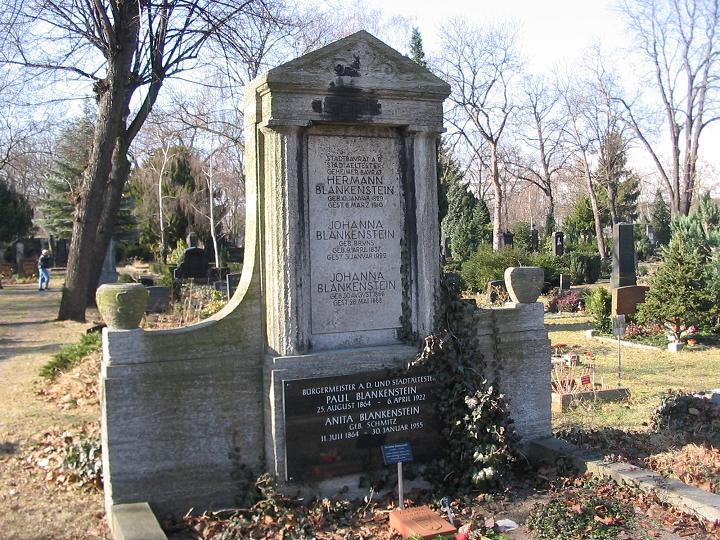
Tombe d'Hermann Blankenstein (1829-1910), architecte.
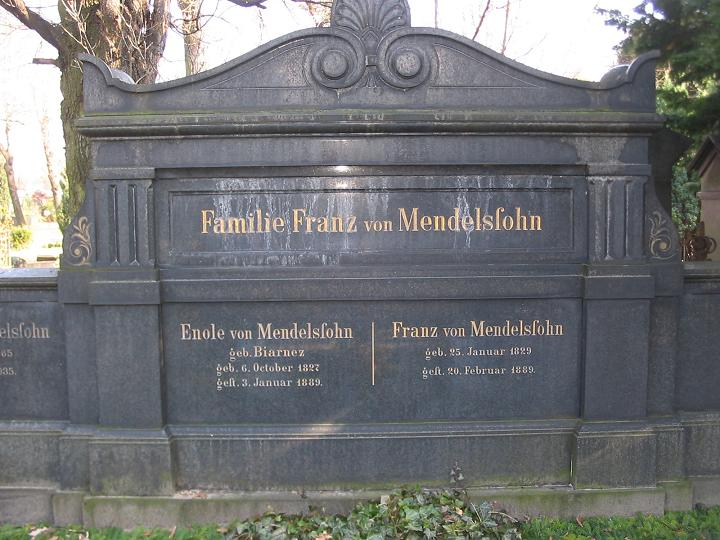
Sépulture du banquier Franz von Mendelssohn (1829-1889).
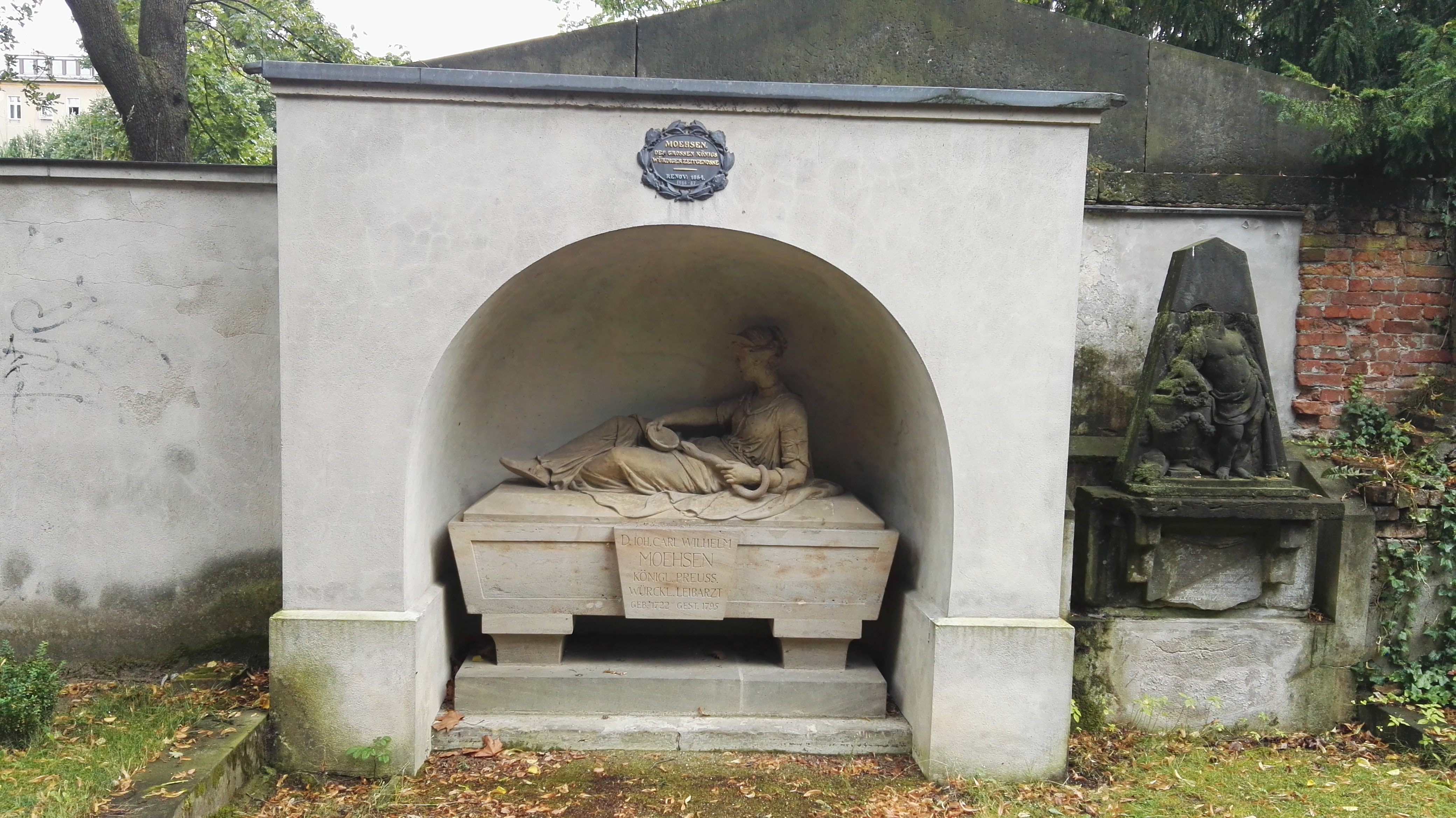
Sépulture de Johann Carl Wilhelm Moehsen  (1722-1795), médecin de Frédéric le Grand.
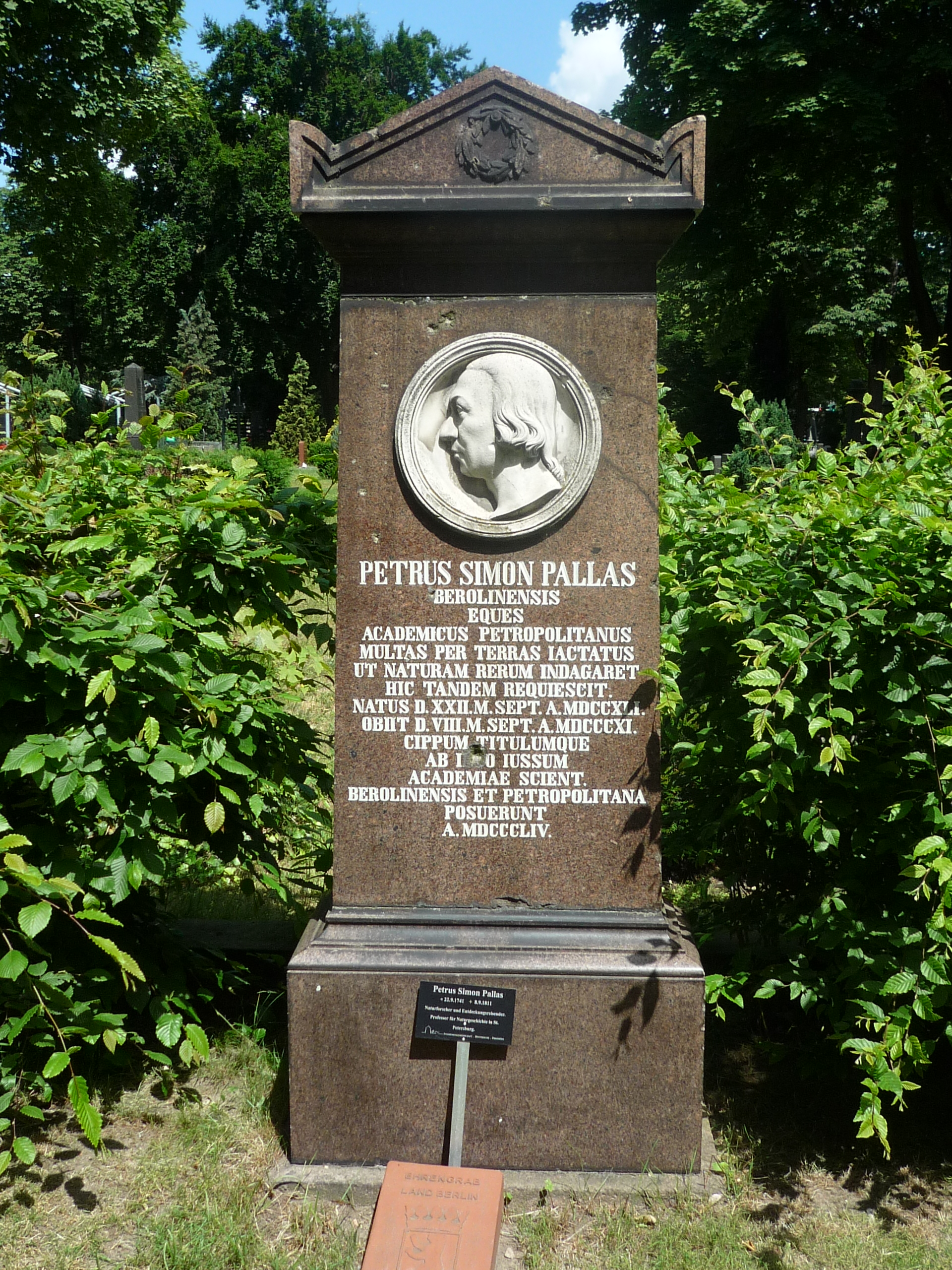
Tombe de Peter Simon Pallas (1741-1811), naturaliste.

### Cimetière de la Trinité (division I)

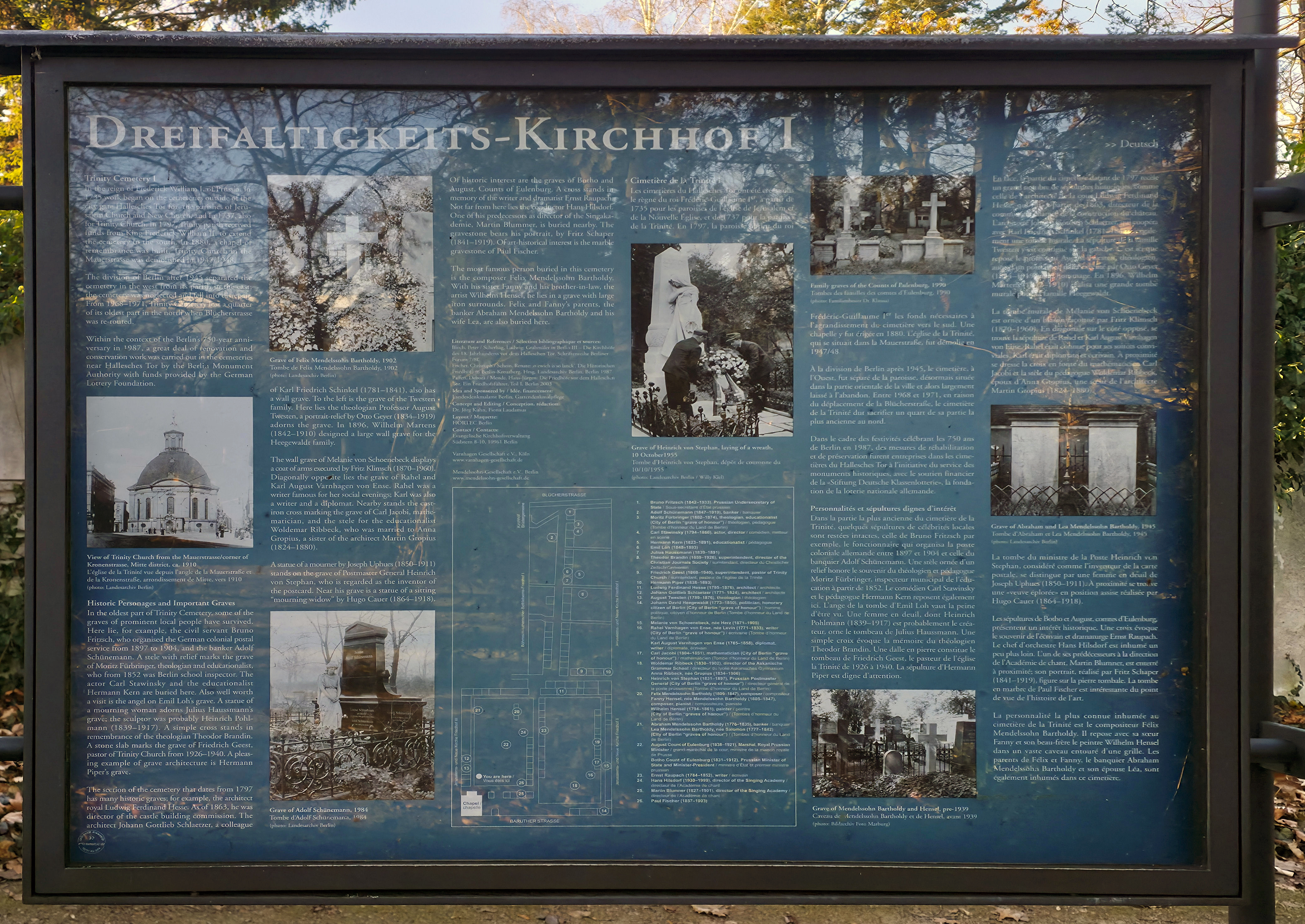
Panneau d'information du cimetière I de la Trinité.

- Botho zu Eulenburg (1831-1912), Premier Ministre de Prusse, ministre de l'intérieur
- Fanny Mendelssohn (1805-1847), compositrice, pianiste
- Wilhelm Hensel (1794-1861), peintre portraitiste, graveur
- Heinrich Hofmann (1842-1902), compositeur, pianiste
- Charles Gustave Jacob Jacobi (1804-1851), mathématicien
- Emilie Mayer (1812-1883), compositrice
- Abraham Mendelssohn Bartholdy (1776-1835), banquier, mécène
- Felix Mendelssohn Bartholdy (1809-1847), chef d'orchestre, compositeur, pianiste
- Lea Mendelssohn Bartholdy (de) née Solomon (1777-1842), mécène
- Ernst Raupach (1784-1852), dramaturge
- Helma Sanders-Brahms (1940-2014), réalisatrice
- Heinrich von Stephan (1831-1897), secrétaire d'État aux Postes
- Karl Twesten (1820-1870), homme politique
- Karl August Varnhagen von Ense (1785-1858), chroniqueur
- Rahel Varnhagen (1771-1833), écrivaine

### Cimetière de Bohême
Cimetière simultané réformé et luthérien jusqu'à la Seconde Guerre mondiale.
- Martin Meyer-Pyritz (de) (1870-1942), sculpteur
- Kurt Mühlenhaupt (de) (1921-2006), peintre, sculpteur, écrivain

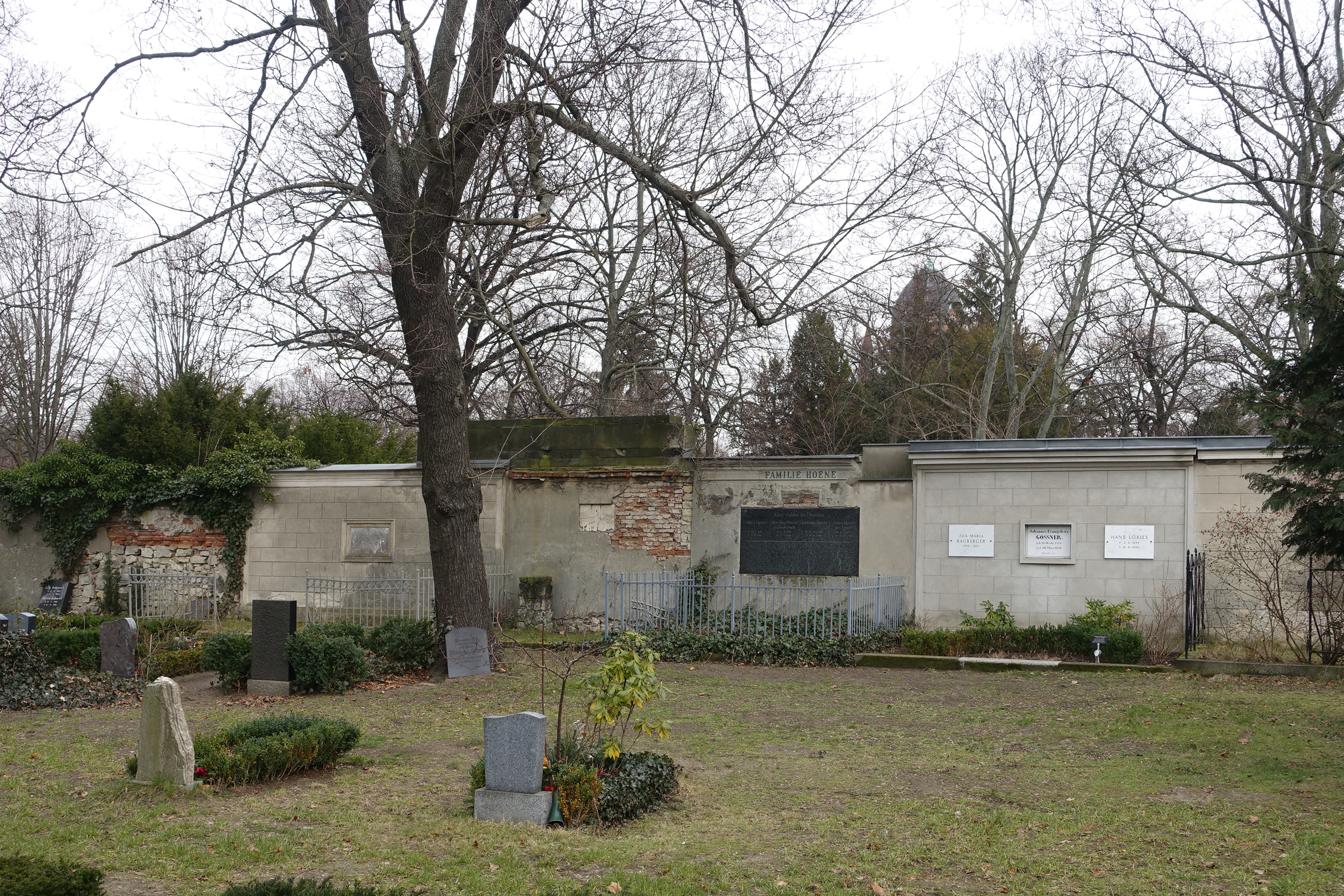
Vue du cimetière.
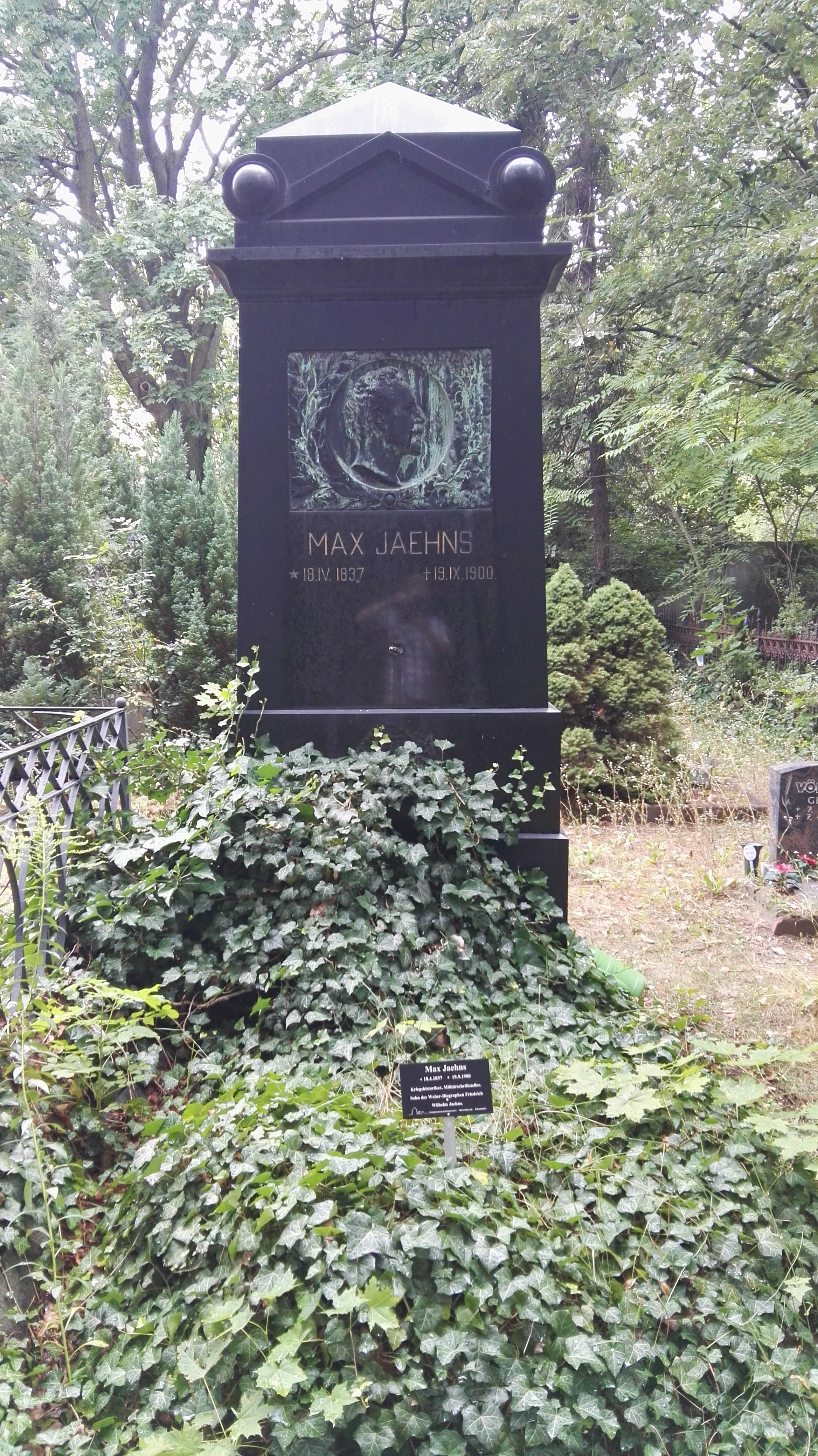
Tombe avec médaillon de Max Jähns (1837-1900), officier et écrivain.

### Cimetière de Jérusalem et de la nouvelle église (division II)
- Auguste Crelinger (1795-1865), actrice
- Johann Franz Encke (1791-1865), astronome
- David Gilly (1748-1808), architecte prussien d'origine huguenote
- Albrecht von Gräfe (1828-1870), ophtalmologue
- Karl Ferdinand von Gräfe (1787-1840), médecin
- Heinrich Dietrich von Grolman (1740-1840), juriste et président de la Cour suprême prussienne
- Wilhelm Herbig (1788-1861), artiste peintre
- Henriette Herz (1764-1847), écrivain
- August Wilhelm Iffland (1759-1814), acteur, dramaturge
- Heinrich Wilhelm Krausnick (1797-1882), bourgmestre-gouverneur de Berlin
- Bernhard Naunyn (1839-1925), médecin interniste
- Franz Christian Naunyn (1799-1860), bourgmestre-gouverneur de Berlin
- Hermann von Soden (1852-1914), bibliste

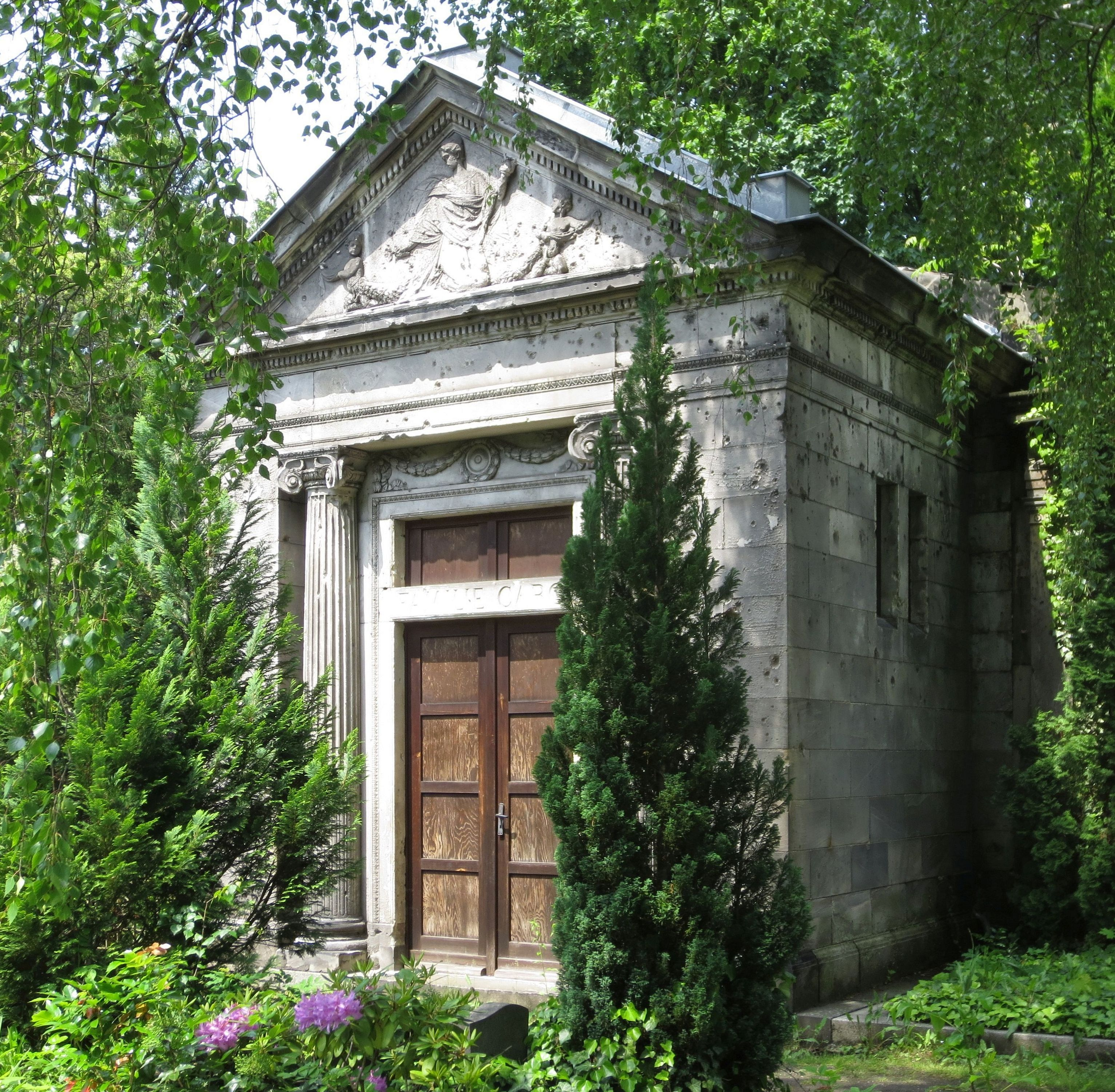
Chapelle funéraire de la famille de l'entrepreneur Georg von Caro (1849-1913).
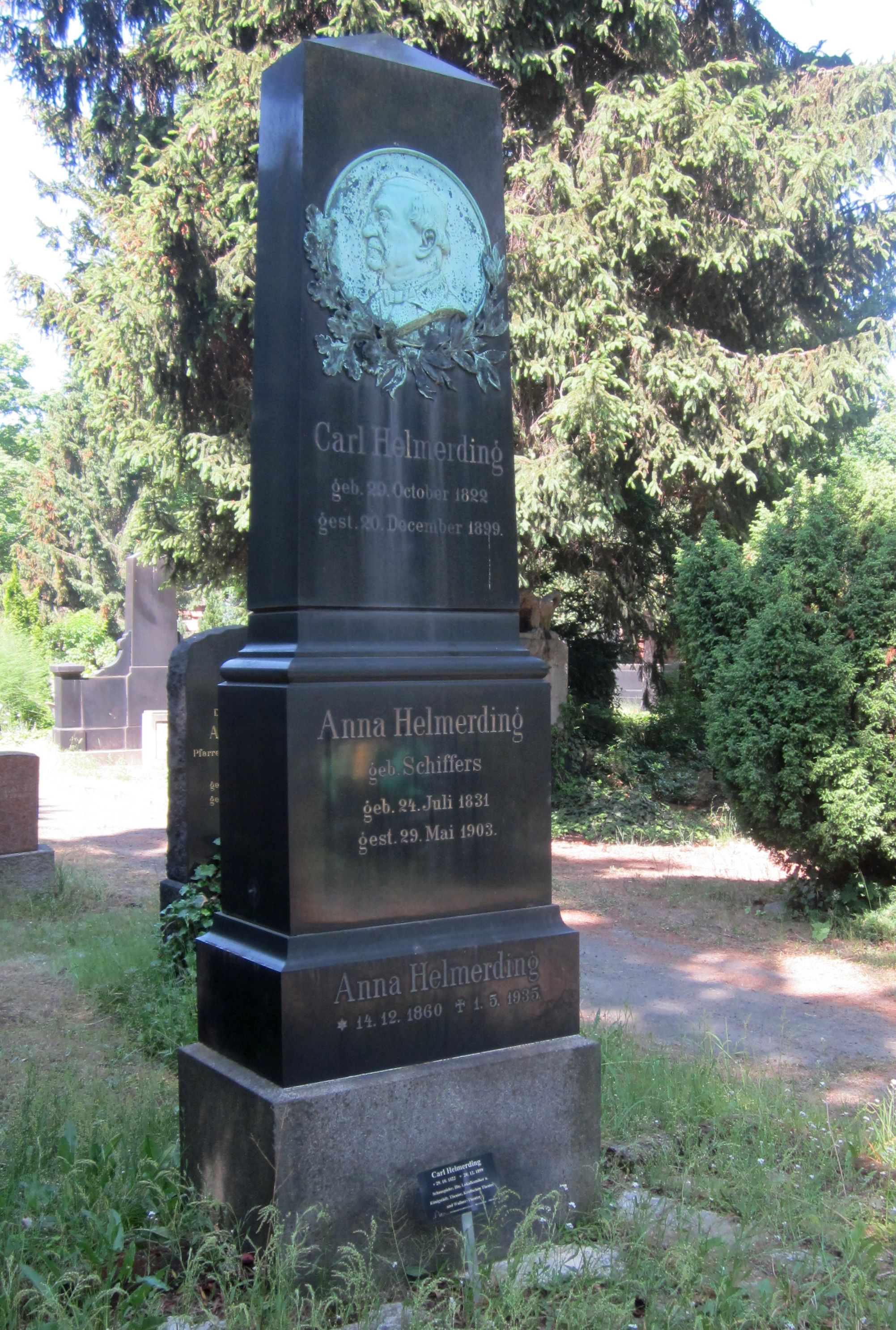
Tombe de l'acteur Karl Helmerding (1822-1899).
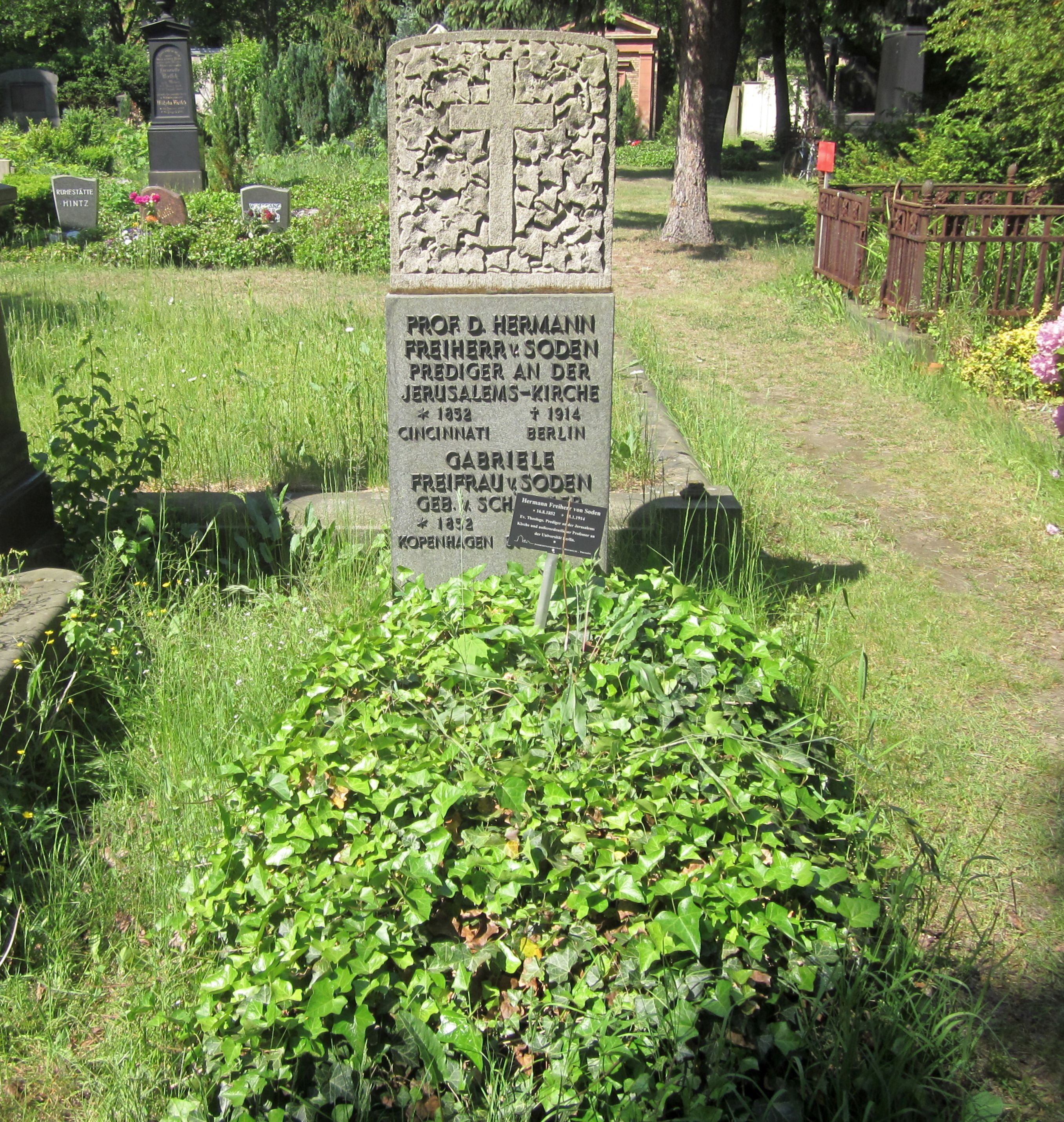
Tombe du baron Hermann von Soden (1852-1914), pasteur et prédicateur de la Nouvelle Église.
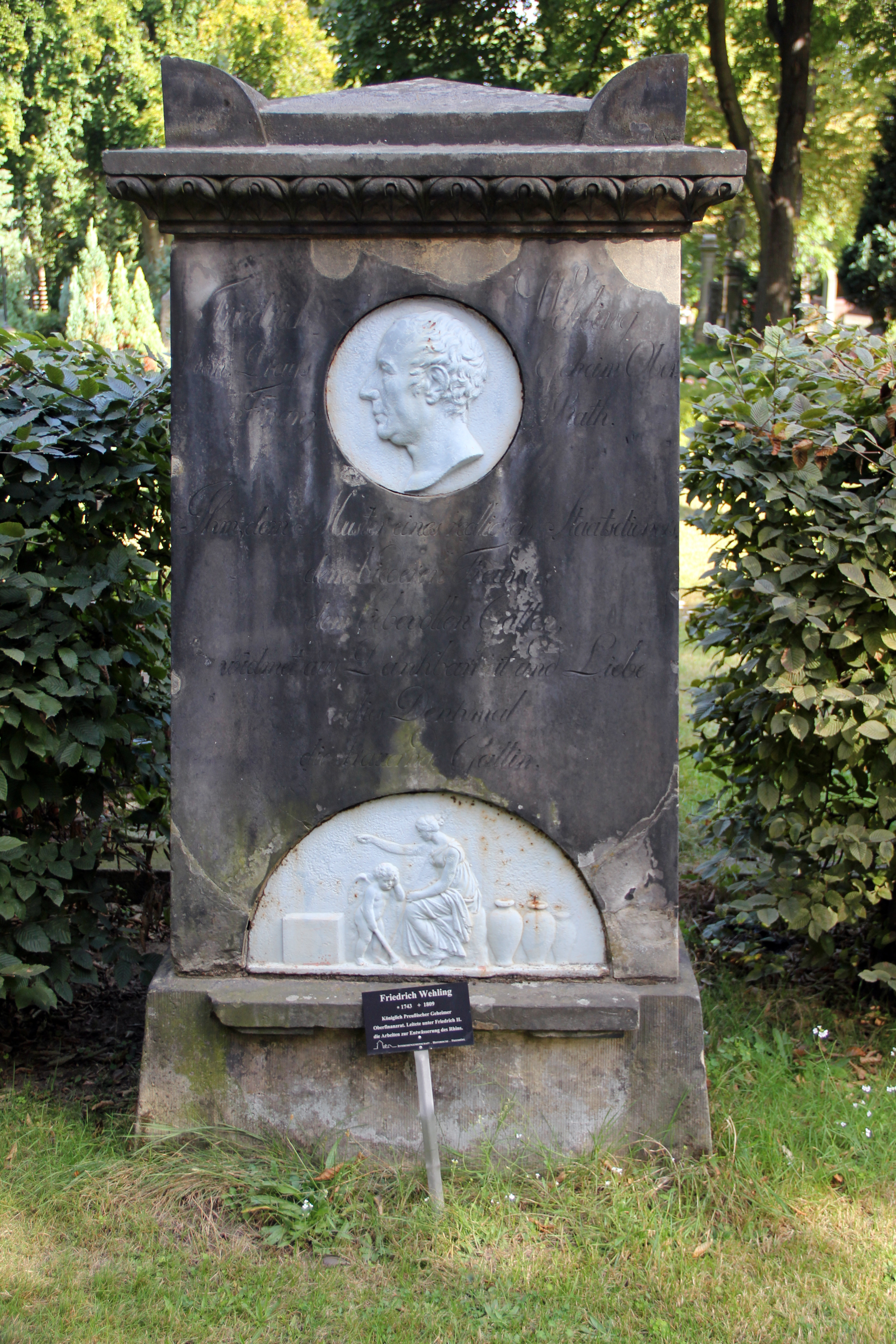
Sépulture de Friedrich Wehling (1743-1809), haut conseiller des finances de Frédéric II de Prusse.

### Cimetière de Jérusalem et de la nouvelle église (division III)

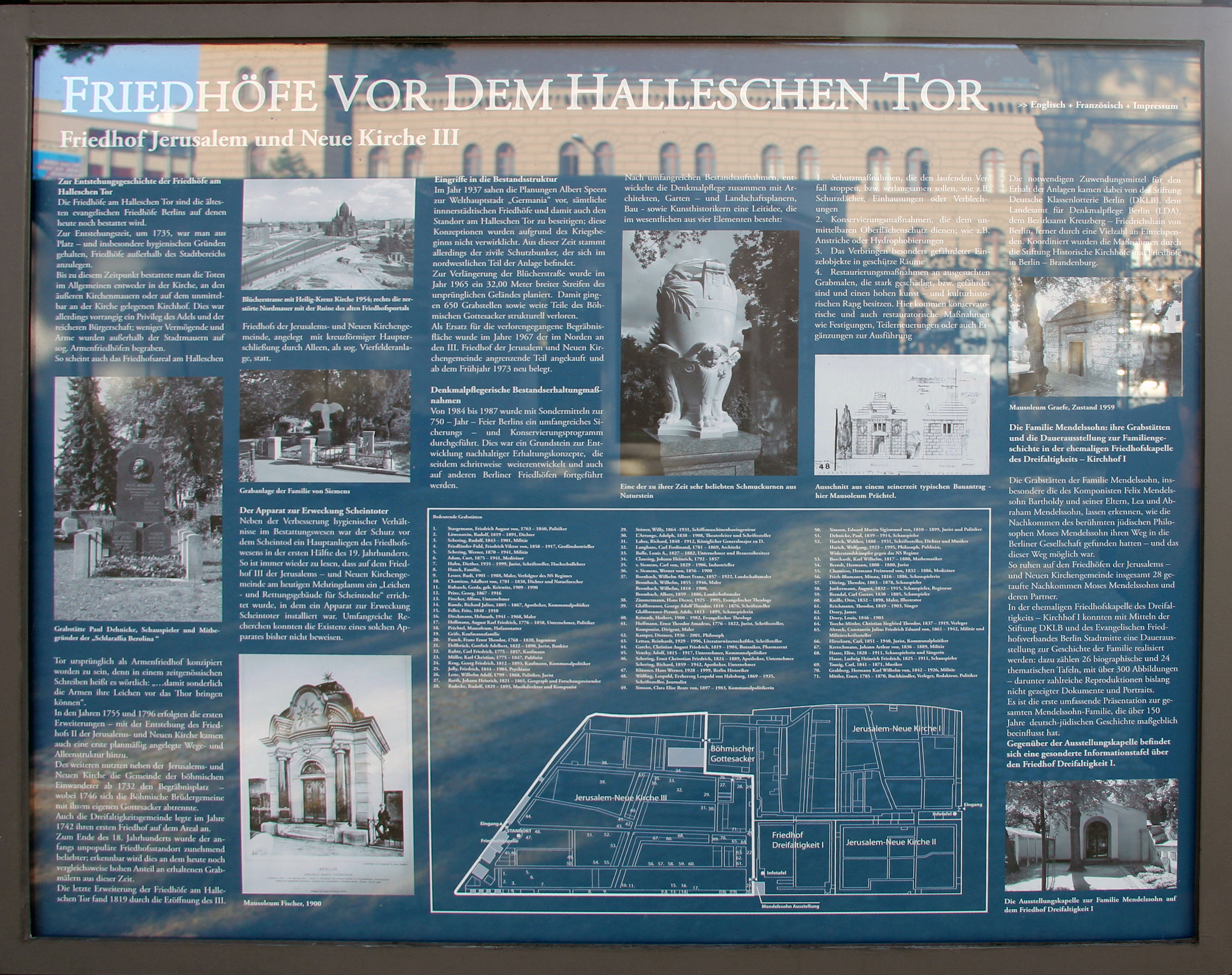
Panneau d'information du cimetière III de Jérusalem et de la nouvelle église.

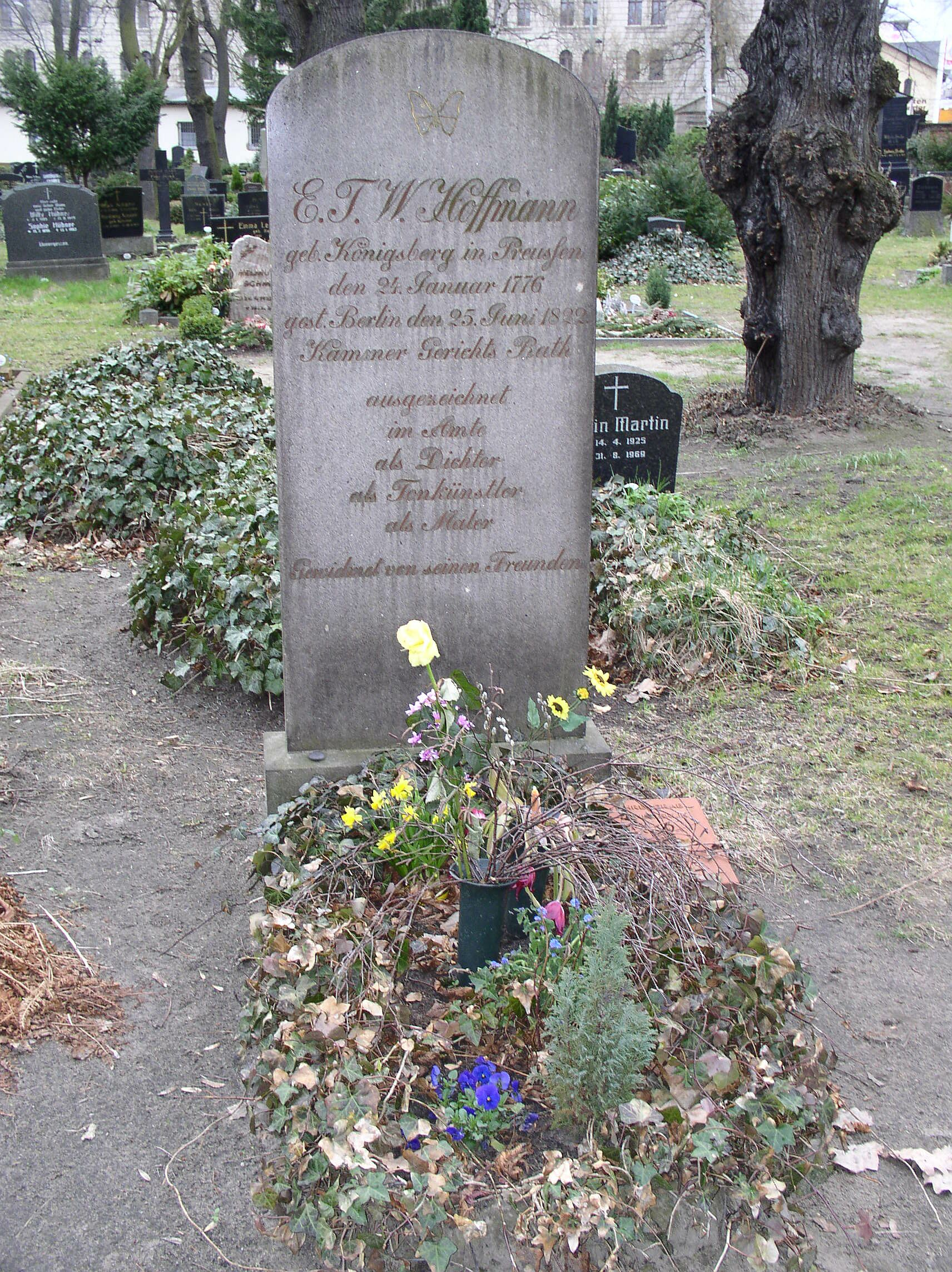
Tombe d'E.T.A. Hoffmann.

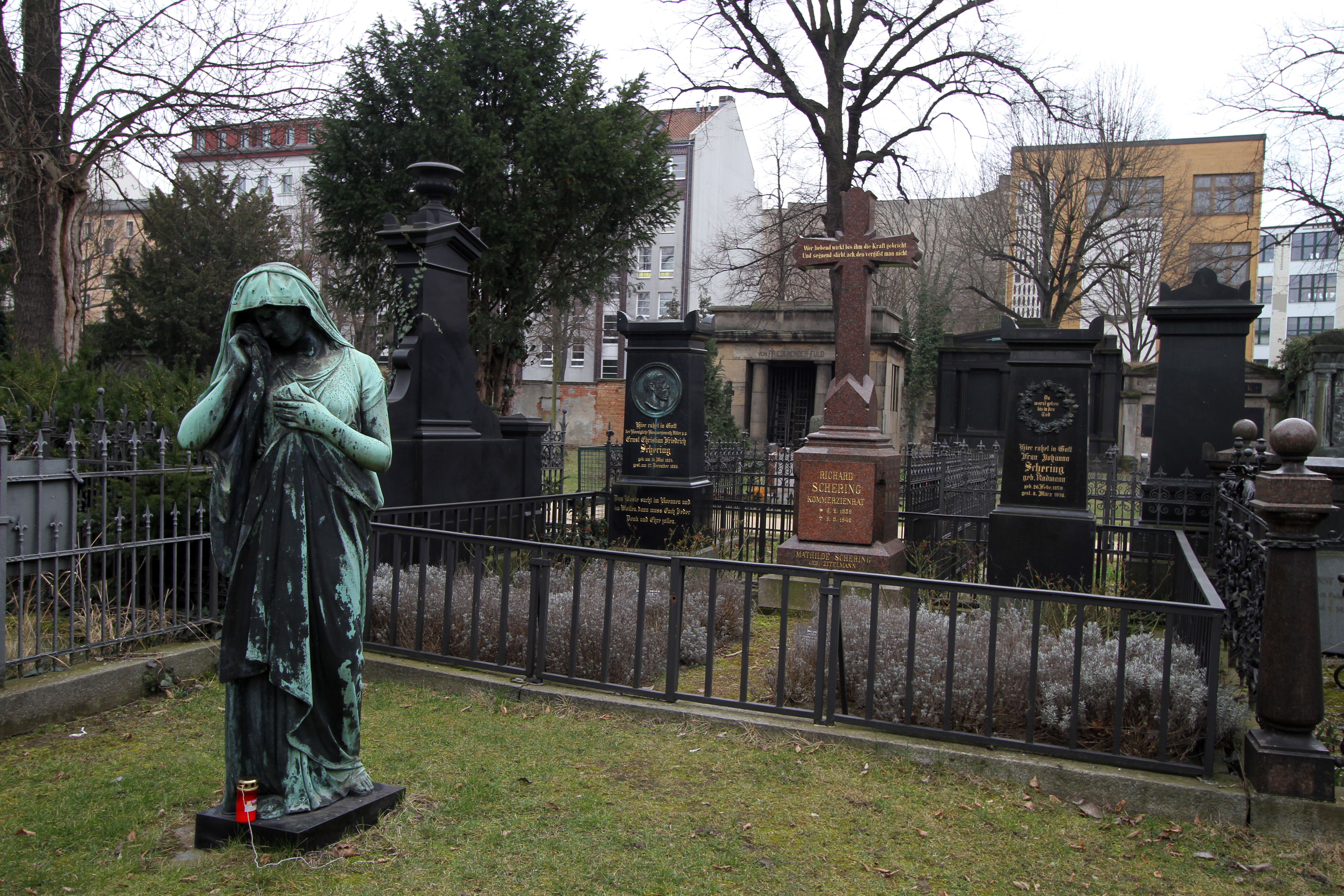
Tombe d'Ernst Schering.

- Heinrich Barth (1821-1865), explorateur, linguiste, géographe, ethnologue et anthropologue
- Karl Wilhelm Borchardt (1817-1880), mathématicien
- Adelbert von Chamisso (1781-1838), écrivain, botaniste
- Theodor Döring (1803-1878), comédien
- Christian August Friedrich Garcke (1819-1904), botaniste, pharmacien
- Adolf Glaßbrenner (1810-1876), écrivain et journaliste
- Wolfgang Harich (1923-1995), philosophe et journaliste
- Ernst Theodor Amadeus Hoffmann (1776-1822), écrivain, compositeur, dessinateur, juriste
- Friedrich Jolly (1844-1904), neurologue et psychiatre
- Dietmar Kamper (1936-2001), philosophe, écrivain et sociologue
- Otto Knille (1838-1898), peintre
- Carl Ferdinand Langhans (1782-1869), architecte
- Ernst Schering (1824-1889), pharmachien, industriel
- Rudolf Schering (1843-1901), officier de marine, vice-amiral
- Eduard von Simson (1810-1899), homme politique, juriste
- Friedrich August von Stägemann (1763-1840), homme politique
- Willy Stöwer (1864-1931), peintre de marine
- Carl Tausig (1841-1971), compositeur et pianiste polonais
- Léopold-Ferdinand de Habsbourg-Toscane (1868-1935), archiduc d'Autriche

## Littérature
- (de) Debora Paffen, Die Friedhöfe vor dem Halleschen Tor : Teil 1, Berlin, EL, 2003 (ISBN 978-3-89542-132-7)
- (de) Debora Paffen, Die Friedhöfe vor dem Halleschen Tor : Teil 2, Berlin, EL, 2003 (ISBN 3-89542-132-4)